# Vaitheeswarankoil
Vaitheeswarankoil (Tamil: வைத்தீஸ்வரன்கோவில் Vaittīsvarankōvil [ʋai̯ˈt̪iːsʋərənˌkoːʋil], auch Vaithisvarankoil) oder Pullirukkuvelur (Tamil: புள்ளிருக்குவேளூர் Puḷḷirukkuvēḷūr [ˌpuɭːirɯkːɯˈʋeːɭuːr]) ist ein Ort im südindischen Bundesstaat Tamil Nadu. Die Einwohnerzahl beträgt rund 7.700 (Volkszählung 2011).
Vaitheeswarankoil gehört zum Distrikt Mayiladuthurai und liegt im nördlichen Teil des Kaveri-Deltas acht Kilometer südwestlich der Stadt Sirkazhi. An der Hauptstrecke von Chennai nach Tiruchirappalli gelegen, verfügt Vaitheeswarankoil über gute Bahnverbindungen

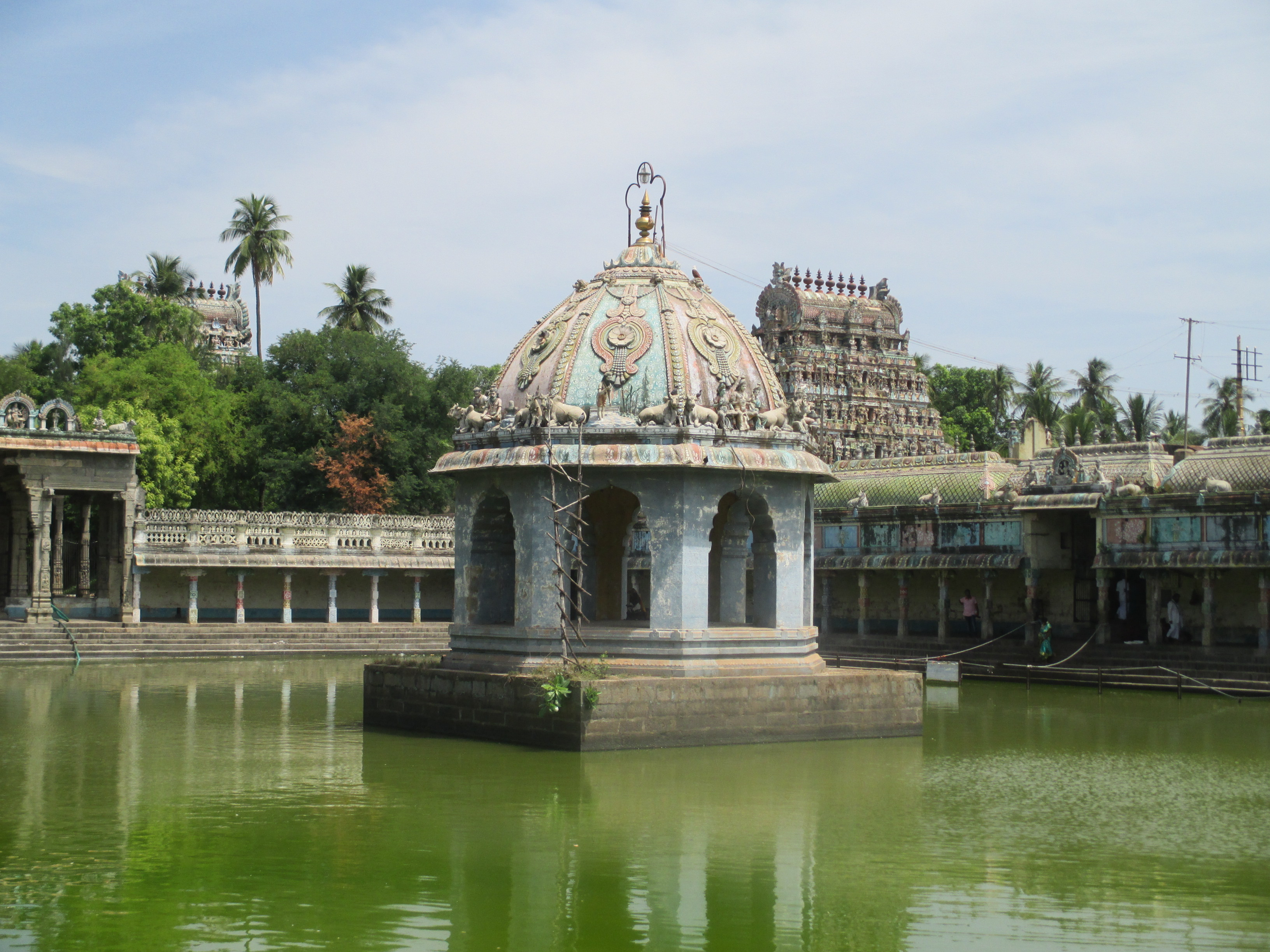
Der Tempel von Vaitheeswarankoil, im Vordergrund der Tempelteich.

Vaitheeswarankoil ist Standort des bedeutenden hinduistischer Vaitheeswaran- oder Vaidyanatha-Tempels. Das rund viereinhalb Hektar große Heiligtum besitzt einen Tempelteich und vier Gopurams (Tortürme). In dem Tempel von Vaitheeswarankoil wird der Gott Shiva als göttlicher Heiler Vaitheeswaran (Vaidyanatha) verehrt. Dem Glauben zufolge soll Shiva hier selbst unheilbare Krankheiten heilen. Daher ist Vaitheeswarankoil ein beliebter Pilgerort für Menschen, die unter Krankheiten leiden. Außerdem besitzt der Tempel einen Schrein für Angaraka (Budha), den personifizierten Planeten Mars. Dadurch gehört Vaitheeswarankoil zu den Navagraha-Tempeln, einer Gruppe von neun Tempeln im Kaveri-Delta, die den Himmelskörpern (Navagrahas) gewidmet sind.
97 Prozent der Einwohner Vaitheeswarankoils sind Hindus. Muslime und Christen machen nur jeweils etwas mehr als 1 Prozent aus. Die Hauptsprache ist, wie in ganz Tamil Nadu, das Tamil, das von 98 Prozent der Bevölkerung als Muttersprache gesprochen wird.